# William Goodsir-Cullen
William Goodsir-Cullen (anglès: Willie Goodsir-Cullen)  (Firozpur, 29 de març de 1907 - Wyoming, 15 de juny de 1994) va ser un jugador d'hoquei sobre herba indi que va competir durant la dècada de 1920. Era germà del també jugador d'hoquei sobre herba Ernie Goodsir-Cullen.
El 1928 va prendre part en els Jocs Olímpics d'Amsterdam, on va guanyar la medalla d'or com a membre de l'equip indi en la competició d'hoquei sobre herba.